# برو إفولوشن سوكر 2013

الغلاف الخلفي للعبة برو إفولوشن سوكر 2013 تدعم اللغة العربية في الشرق الأوسط لأول مرة.

برو إيفولوشن سوكر 2013 (بالإنجليزية: Pro Evolution Soccer 2013) ويختصر بيس 2013 (PES 2013)، هي لعبة إلكترونية من نوع كرة قدم، أعلن برو ايفولوشن سوكر 2013 في تاريخ 18 أبريل 2012 م، وستصدر في الأسواق الأوروبية والأمريكية خلال فصل الشتاء عام 2012 م، وكما أعلن العرض الجديد للاعب نادي ريال مدريد الإسباني النجم البرتغالي كريستيانو رونالدو.

## دوريات كرة القدم المرخصة
حصل كونامي على الترخيص من الدوريات العالمية لكرة القدم، وبذلك يتم إدخال الدوريات في نسخة برو إيفولوشن سوكر 2013.

## دوري كرة القدم في العالم
الدوريات المحلية لكرة القدم حصلت على الترخيص وهي:
| - نادي أجاكسيو - نادي باستيا - جيروندان بوردو - نادي بريست - نادي إيفيان - نادي ليل - نادي لوريان | - أولمبيك ليون - أولمبيك مارسيليا - نادي مونبلييه - نادي نانسي - نادي نيس - باريس سان جيرمان - نادي ستاد ريمس | - نادي رين - نادي سانت إتيان - نادي سوشو - نادي تولوز - نادي تروا - نادي فالينسيان |

| - أدو دين هاغ - أياكس أمستردام - إي زد ألكمار - فاينورد - نادي غرونينغن - نادي هيرنفين | - نادي هيراكليز ألميلو - ناك بريدا - إن إي سي نيميخن - نادي آيندهوفن - آر كي سي فالفيك - رودا ياي سي | - تفينتي أنشخيدة - نادي أوترخت - نادي فيتيس آرنهم - في في في فينلو - فيلم 2 تيلبورغ - بي إي سي زفوله |

| - أتلتيك بيلباو - أتلتيكو مدريد - برشلونة - ريال بيتيس - سيلتا فيغو - ديبورتيفو لاكورونيا - إسبانيول | - نادي خيتافي - نادي غرناطة - نادي ليفانتي - نادي مالقا - ريال مايوركا - أوساسونا - رايو فايكانو | - ريال مدريد - ريال سرقسطة - ريال سوسيداد - نادي إشبيلية - نادي فالنسيا - ريال بلد الوليد |

| - نادي بونتي بريتا - نادي أتلتيكو غويانيينسي - أتلتيكو مينييرو - نادي باهيا - بوتافوغو ريغاتاس - نادي كورينثيانز - نادي كوريتيبا | - نادي كروزيرو - نادي فيغورينسي - نادي فلامنغو - نادي فلومينينسي - غريميو بورتو أليغرينزي - نادي ناوتيكو - جمعية بورتوغيزا الرياضية | - نادي إنترناسيونال - نادي بالميراس - نادي سانتوس - نادي ساو باولو - سبورت ريسيفي - نادي فاسكو دا غاما |

 إنجلترا: الدوري الإنجليزي الممتاز
| - North London (نادي أرسنال) - West Midlands Village (أستون فيلا) - London FC (تشيلسي) - Merseyside Blue (نادي إيفرتون) - West London White (نادي فولهام) - Merseyside Red (نادي ليفربول) - Man Blue (مانشستر سيتي) | - مانشستر يونايتد - Tyneside (نيوكاسل يونايتد) - Northluck C (نورويتش سيتي) - North West London (كوينز بارك رينجرز) - Berkshire Blues (نادي ريدينغ) - Soton (نادي ساوثهامبتون) - The Potteries (ستوك سيتي) | - Wearside (نادي سندرلاند) - Swearcle (سوانزي سيتي) - North East London (توتنهام هوتسبير) - West Midlands Stripes (وست بروميتش ألبيون) - East London (وست هام يونايتد) - Lancashire Athletic (ويغان أتلتيك) |

 إيطاليا: الدوري الإيطالي
 اليابان: الدوري الياباني الدرجة الأولى «فقط للنسخة اليابانية».

## الاندية المرخصة
- البرتغال: الدوري البرتغالي حصلت الدوري البرتغالي لكرة القدم 4 أندية، وهي: 4 : بنفيكا وأس سي براغا، وبورتو، وسبورتنغ لشبونة وباقي الاندية غير مرخص والدوري غير مرخص.

- Aratalcao (نادي أكاديميكا كويمبرا)
- Befmaxao (نادي بيرا مار)
- نادي بنفيكا
- سبورتينغ براغا
- Estralpao (إشتوريل برايا)
- Gavorence (نادي جل فيسنتي)

| - Maseadeira (نادي ماريتيمو) - Meraszilho (موريرينسي) - Nardimcol (ناسيونال ماديرا) - Osquancha (نادي أولهانينسي) - Podefteza (نادي باسوش دي فيريرا) | - نادي بورتو - Rovaneche (نادي ريو أفي) - سبورتينغ لشبونة - Visicutao (فيتوريا دي غيماريش) - Verfolcao (نادي فيتوريا سيتوبال) |

- دوري البيس (PES) ودوري الوي (WE)  ودوري دي2 (D2) : جميع الفرق واللاعبين وهمية.

PES League
- Almchendolf
- Ehrenhofstadt
- Fineseeberg
- Theeselvargen
- Xacoulagos
- Herismakhgia

| - Marguaparrena - Serignaluca - Celuvaris - Tedloghec - Waryamosuk - Nakhqachev | - Saintragler - Blookrows - Mrabspor - Trunecan - Nelapoltsk - Gharnetova |

WE League
- Wondengine Town
- C.S. Squanoer
- Ganzoraccio
- FSV Sarmtonburg
- Johachnaard V.V.
- S.D. Quaztolla

| - C.D. Raltonvegua - FC Nortovka - Cantlesir Spor - K.S. Szelawce - Jorudberg FF - Hjorwesland BK | - FK Odersteich - KVC Meirkugaurt - CS Iolceanicu - A.C. Nitsaloskis - PES United - WE United |

## اندية اوربية أخرى (Europe)
جميعها مرخصة
| - نادي رويال أندرلخت (remplace نادي جينك) - نادي كلوب بروج (remplace le ستاندارد لييج) - نادي دينامو زغرب - سبارتا براغ - نادي كوبنهاغن - نادي نوردشيلاند - بايرن ميونخ - شالكه 04 | - أيك أثينا - نادي أولمبياكوس - باناثينايكوس - نادي باوك - فيسوا كراكوف - سي إف آر كلوج (remplace le نادي أوتسيلول غالاتسي) - سسكا موسكو ‏ - سبارتاك موسكو (remplace le روبين كازان) | - زينيت سانت بطرسبرغ - نادي سلتيك - نادي ماذرويل (remplace le نادي رينجرز) - نادي بشكتاش - نادي فنربخشة - نادي غلطة سراي ‏ - نادي شاختار دونيتسك - نادي دينامو كييف |

## كأس اللبيرتادوريس
| - تايجرز أونال - كروز آزول - نادي غوادالاخارا - فيليز سارسفيلد - بوكا جونيورز - نادي لانوس - غودوي كروز - أرسنال ساراندي - نادي بوليفار - ذي سترونغيست - نادي ريال بوتوسي - نادي سانتوس - نادي كورينثيانز | - نادي فاسكو دا غاما - نادي فلومينينسي - نادي فلامنغو - نادي إنترناسيونال - جامعة تشيلي - نادي أونيفرسيداد كاتوليكا - يونيون إسبانيولا - أتلتيكو ناسيونال - جونيو دي بارانكويلا - أونس كالداس - سوسيداد ديبورتيفو كيتو - نادي إيميلك - نادي ديبورتيفو إل ناسيونال | - ناسيونال أسونسيون - أوليمبيا أسونسيون - نادي ليبرتاد - خوان أوريتش - أليانزا ليما - سبورت وانكايو - ناسيونال مونتيفيديو - ديفينسور سبورتينغ - بنيارول - ديبورتيفو تاشيرا - نادي زامورا - نادي كاراكاس |

## المنتخبات الوطنية
تم إدخال المنتخبات الوطنية عددها ستة بعد المائة (106 منتخب) في خمس قارات.

### أفريقيا
| - الجزائر 1 - أنغولا 3 - الكاميرون - ساحل العاج 1 - مصر | - غانا 1 - غينيا 3 - مالي 3 - المغرب 3 - نيجيريا 1 | - السنغال 3 - جنوب إفريقيا - تونس 3 - زامبيا 2,3 |

### القارة الأمريكية
| - كندا 3 - كوستاريكا 3 - هندوراس 3 | - المكسيك 1 - ترينيداد وتوباغو 3 - بنما 3 - الولايات المتحدة 1 |

ارجنتين
| - الأرجنتين - بوليفيا - البرازيل - تشيلي - كولومبيا | - الإكوادور - باراغواي 3 - بيرو - الأوروغواي - فنزويلا 3 |

### آسيا/أوقيانوسيا
| - أستراليا 1 - الصين 3 - إيران 3 - العراق 3 - اليابان 1 - الأردن 3 | - الكويت 3 - لبنان 2,3 - كوريا الشمالية 3 - عمان 2,3 - قطر 3 - السعودية 3 | - كوريا الجنوبية 3 - تايلاند 3 - الإمارات العربية المتحدة 3 - أوزبكستان 3 - نيوزيلندا |

### المنتخبات العريقة
وكالعادة في إصدار لعبة برو إيفولشن سوكر 2013، تم ادخال المنتخبات السبع، والمنتخبات السبع تعود للقرن العشرين والواحد والعشرين، واللاعبون القدامى حسب منتجي اللعبة ليسوا حقيقيين.
| - الأرجنتين 3 - البرازيل 3 - إنجلترا 3 | - فرنسا 3 - ألمانيا 3 - إيطاليا 3 | - هولندا 3 |

ملاحظة

1 – منتخبات وطنية حصلت على الترخيص من برو إيفولوشن سوكر 2013

2 – منتخبات جديدة تظهر لأول مرة في هذه النسخة 2013

3 – لاعبو المنتخبات الوطنية يحملون أسماء وأطقم المنتخبات الوهمية «خيالية».

## وصلات ذات صلة
- Pro Evolution Soccer Updates
- Konami Official website
- Community Site and Forum
- www.pesupdate.com Unofficial Update Blog
- www.ketubanjiwa.com Unofficial Update Blog
- Generally PES Unofficial News & Updates Blog / Forums
- Unofficial PES Discussion & Editing Forums